# Григорян Левон Ашотович
Левон Ашотович Григорян (7 вересня 1947 — 29 листопада 1975) — вірменський радянський шахіст і син поета Ашота Граши.
Виграв чемпіонат Вірменії з шахів у 1964, 1966, 1968, 1969, 1971, 1972 і узбецький Чемпіонат з шахів у 1974 і 1975 роках.
Григорян народився в Єревані, Вірменія і помер у Ташкенті, Узбекистан. Його брат — Карен Григорян також міжнародний майстер з шахів.